# Duodè
En anatomia del sistema digestiu, el duodè o duodé (del llatí duodeni, 'de dotze dits de longitud') o budell primer és un tub articulat buit que connecta l'estómac amb el jejú. És la primera part, i més curta, de l'intestí prim i és on té lloc la majoria del procés de digestió química. Comença al bulb duodenal i acaba al lligament de Treitz. El nom duodè prové del llatí duodenum digitorum, que vol dir dotze polzades.

## Funció
El duodè és en gran part responsable de la interrupció de l'aliment a l'intestí prim. Les glàndules de Brunner, que secreten mucus, es troben al duodè. La paret del duodè es compon d'una capa molt prima de cèl·lules que formen la muscularis mucosae. Él duodè és un òrgan quasi enterament retroperitoneal i el seu pH és d'aproximadament sis.

## Seccions
El duodè es divideix en quatre seccions per a tal de facilitar la seva descripció. Les primeres tres en conjunt tenen forma de C.

### Primera part
La primera secció (superior) del duodè comença a continuació del pílor. D'aquí passa lateralment, superior i posteriorment, durant 5 cm, abans de corbar-se inferiorment en la flexura duodenal inferior. Aquesta primera part és retroperitoneal.

### Segona part
La segona part (descendent) del duodè comença en la flexura duodenal superior. Passa inferiorment a la vèrtebra lumbar tercera (L3), abans de fer un gir medial en la flexura duodenal inferior (final de la part descendent).
El conducte pancreàtic i el conducte biliar comú entren en el duodè descendent, coneguts conjuntament com el conducte hepatopancreàtic (o conducte pancreàtic), a través de la papil·la duodenal principal. Aquesta part del duodè també conte la papil·la duodenal menor, l'entrada del conducte pancreàtic accessori.

### Tercera part
La tercera part (inferior o horitzontal) del duodè comença en la flexura duodenal inferior i passa transversalment cap a l'esquerra, creuant la vena cava inferior, l'aorta i la columna vertebral.

### Quarta part
La quarta part (ascendent) passa superiorment i anteriorment o per la dreta de l'aorta fins que arriba al cos del pàncrees. Llavors, es corba anteriorment i acaba en la flexura duodenojejunal on connecta amb el jejú. La flexura duodenojejunal es troba rodejada per peritoneu que conté fibres musculars: el lligament de Treitz.

## Imatges addicionals

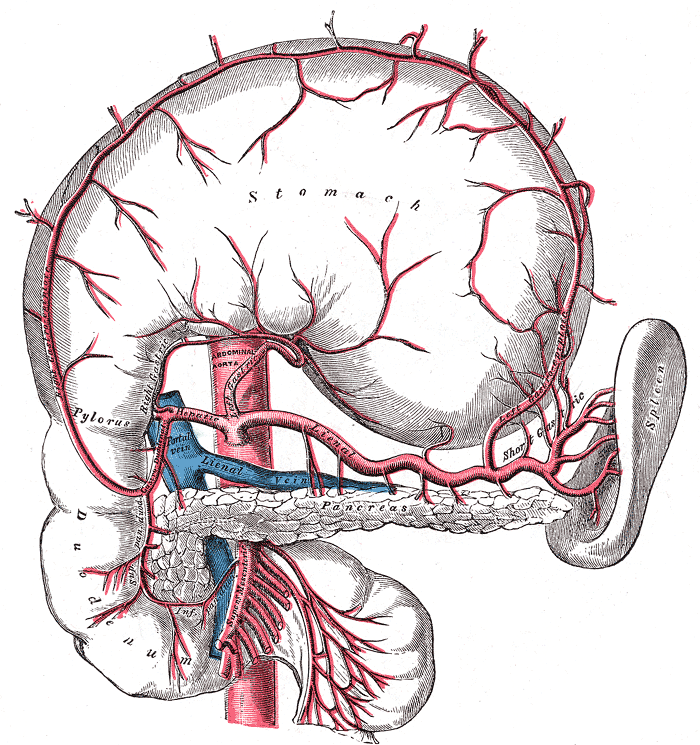
El tronc celíac i les seves branques; l'estómac ha estat aixecat i el peritoneu seccionat.
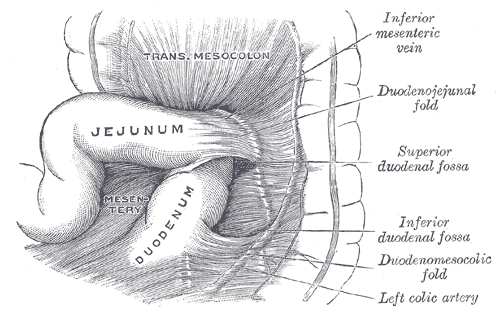
Fosses duodenals superior i inferior.
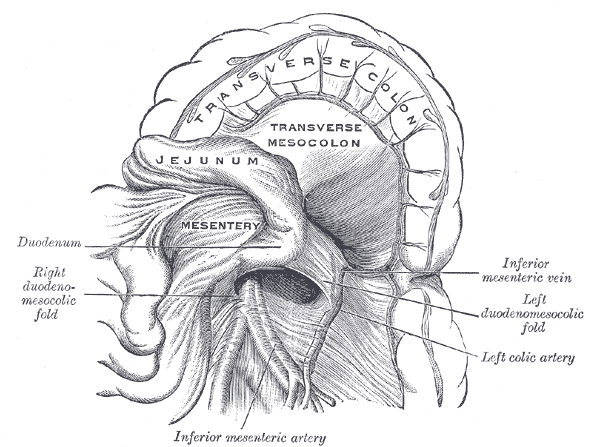
Fossa duodenojejunal.
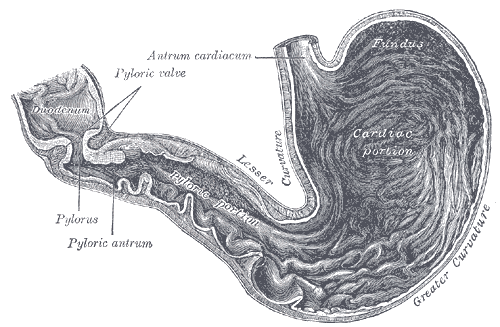
Interior de l'estómac.
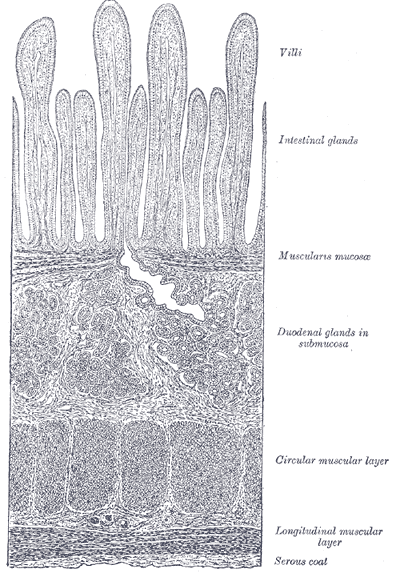
Secció del duodè.
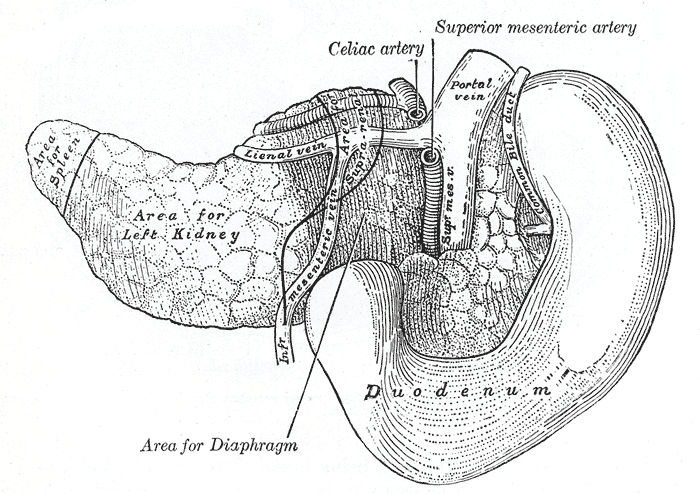
El pàncrees amb el duodè per darrere.
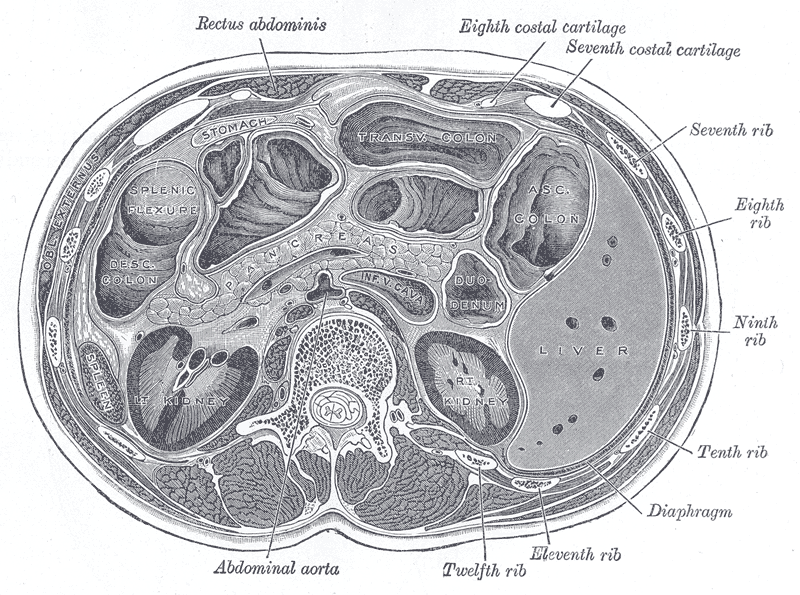
Secció transversal per la meitat de la primera vèrtebra lumbar, mostrant les relacions del pàncrees.
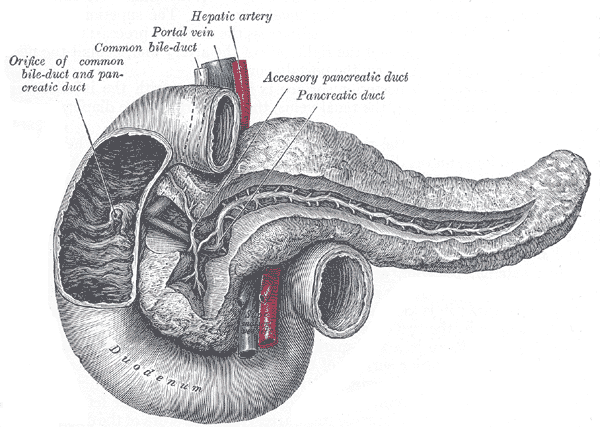
El conducte pancreàtic.
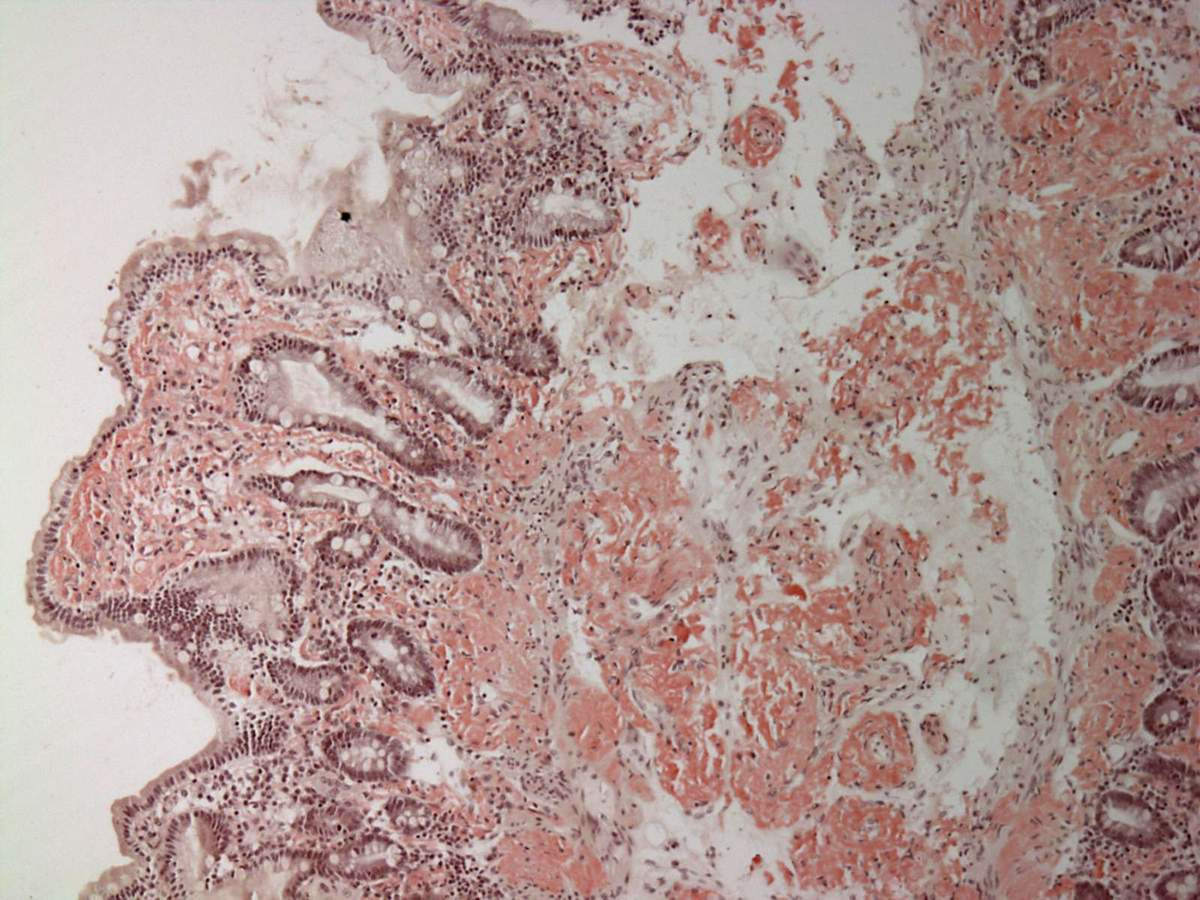
Duodè amb deposicions amiloides en la làmina pròpia.
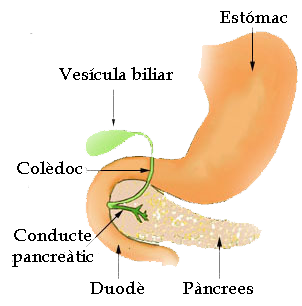
Relacions del pàncrees.
Estómac.